# Tippecanoe (Ohio)
Tippecanoe – jednostka osadnicza w Stanach Zjednoczonych, w stanie Ohio, w hrabstwie Harrison.